# Odenwald
L'Odenwald est un massif de moyenne montagne allemand qui borde à l’est le Rhin, jusqu’à la vallée du Neckar, et s'étend sur une partie de la Hesse, de la Bavière et du Bade-Wurtemberg.
Il a donné son nom à deux arrondissements allemands (kreis) : l'arrondissement d'Odenwald et l'arrondissement de Neckar-Odenwald

## Toponymie
Son nom est souvent interprété comme Odins Wald (la « forêt d'Odin ») mais le nom du dieu Odin est une forme norroise qui devient Votan (on aurait dû avoir Wotanwald) en moyen-allemand occidental, langue de la région. Son nom vient de la Civitas Auderiensum, cité de fondation celtique dont la capitale était l'actuelle Dieburg, à l'est de Darmstadt, et qui était une des composantes des Champs Décumates.

## Géographie

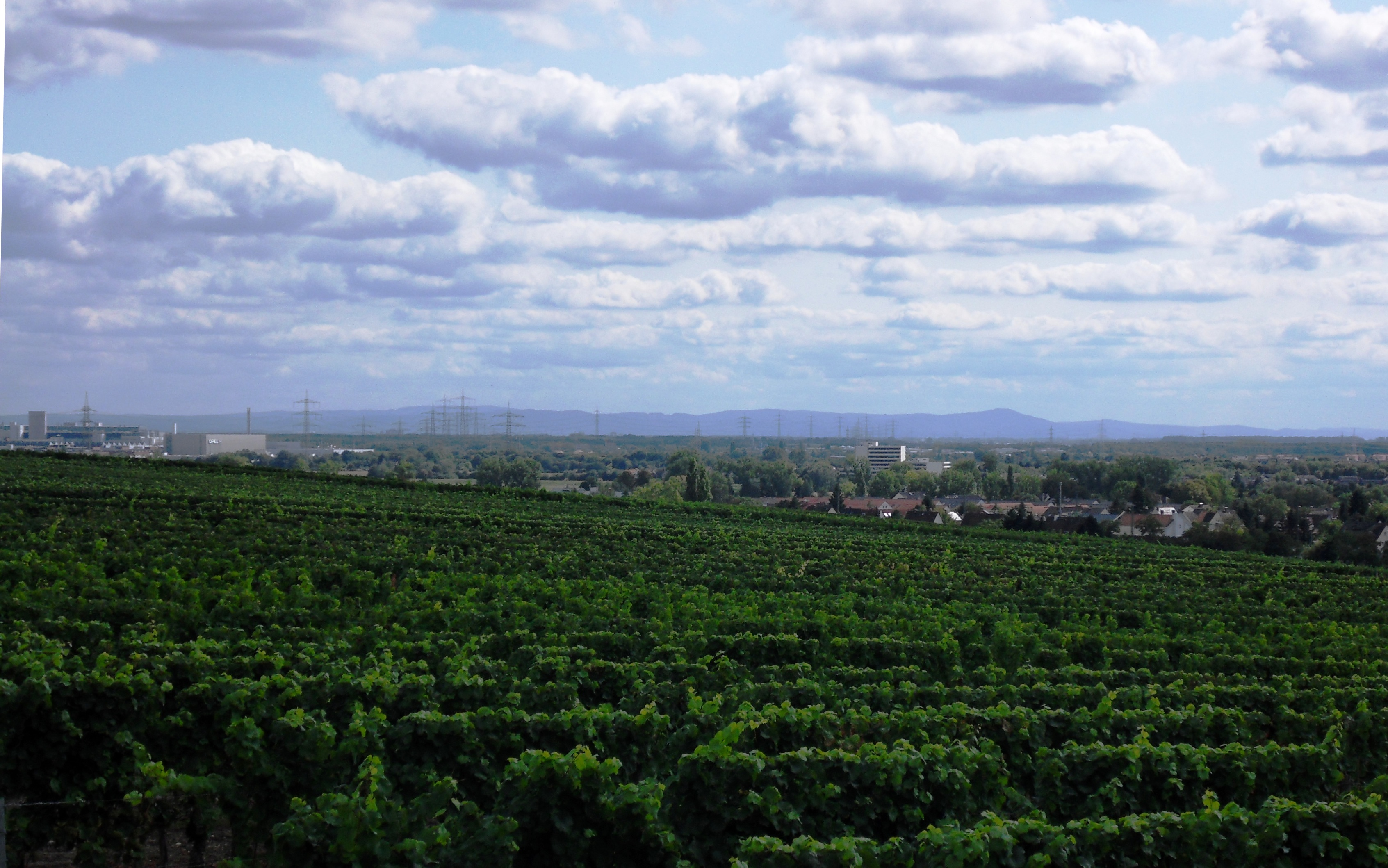
Coteaux sud-est de la haute plaine du Rhin. Au second plan, la cime du Meliboc est un symbole de la chaîne de l'Odenwald.

### Situation
L'Odenwald s'étend entre la plaine du Haut-Rhin avec la Bergstraße à l'ouest, le Main et le Bauland à l'est, la plaine du Rhin et du Main avec Darmstadt au nord et le Kraichgau au sud. La partie située au sud de la vallée du Neckar est le Petit Odenwald.
Le nord et l'ouest de l'Odenwald font partie de la Hesse du sud, l'est et le sud appartiennent à la Basse-Franconie et au Pays de Bade.

### Géologie
L'Odenwald appartient, comme beaucoup de massifs de moyenne montagne d'Allemagne, à l'orogenèse varisque, ou hercynienne, qui pendant plus de 300 millions d'années du Dévonien s'étendit sur une grande partie de l'Europe. Le déclencheur de l'orogenèse fut la collision des deux continents européen et africain.
Dans le Trias jusqu'à environ 200 millions d'années, l'altitude du pays baisse à nouveau, et il se forme ce que l'on appelle le Bassin germanique, dans lequel peuvent se déposer des couches d'un mètre d'épaisseur de roche sédimentaire rouge.

### Hydrographie
Dans l'Odenwald, coule un grand nombre de cours d'eau. Parmi les plus importants :
- le Weschnitz (60 km), affluent du Rhin ;
- le Mümling (50 km), affluent du Main ;
- le Gersprenz (47 km), affluent du Main ;
- le Elz (Elzbach) (34 km), affluent du Neckar ;
- le Modau (42 km), affluent Rhin ;
- le Mud (Mudau) (25 km), affluent du Main ;
- le Ulfenbach (31 km), affluent du Neckar.

L'Odenwald compte aussi des lacs :
- le Marbachsee ;
- l'Eutersee.

## Légende et mythologie
Dans Nibelungenlied, le tueur de dragon Siegfried, lors d'une chasse qui le conduit de Worms, la ville des Burgondes, dans l'Odenwald, est assassiné par Hagen von Tronje. Comme aucun lieu précis n'est cité, de nombreuses municipalités, surtout de l'Odenwald de la Hesse, se querellent au sujet du droit de se déclarer comme le théâtre de la mort de Siegfried.

## Routes et tourisme

### Patrimoine
L'Odenwald et la partie sud du Kleiner Odenwald comprennent un grand nombre de châteaux, palais et palais de ville.

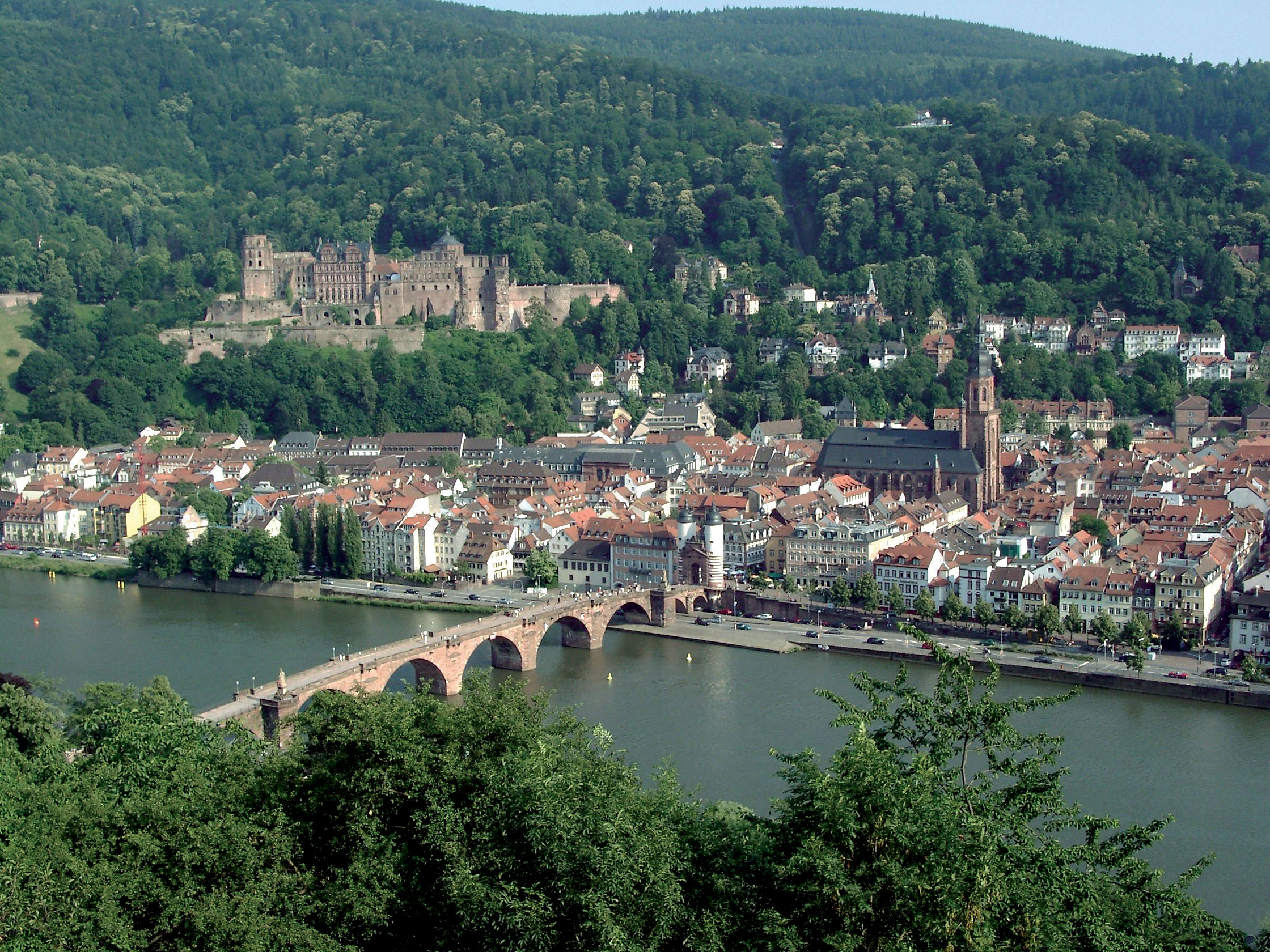
Château de Heidelberg à Heidelberg.
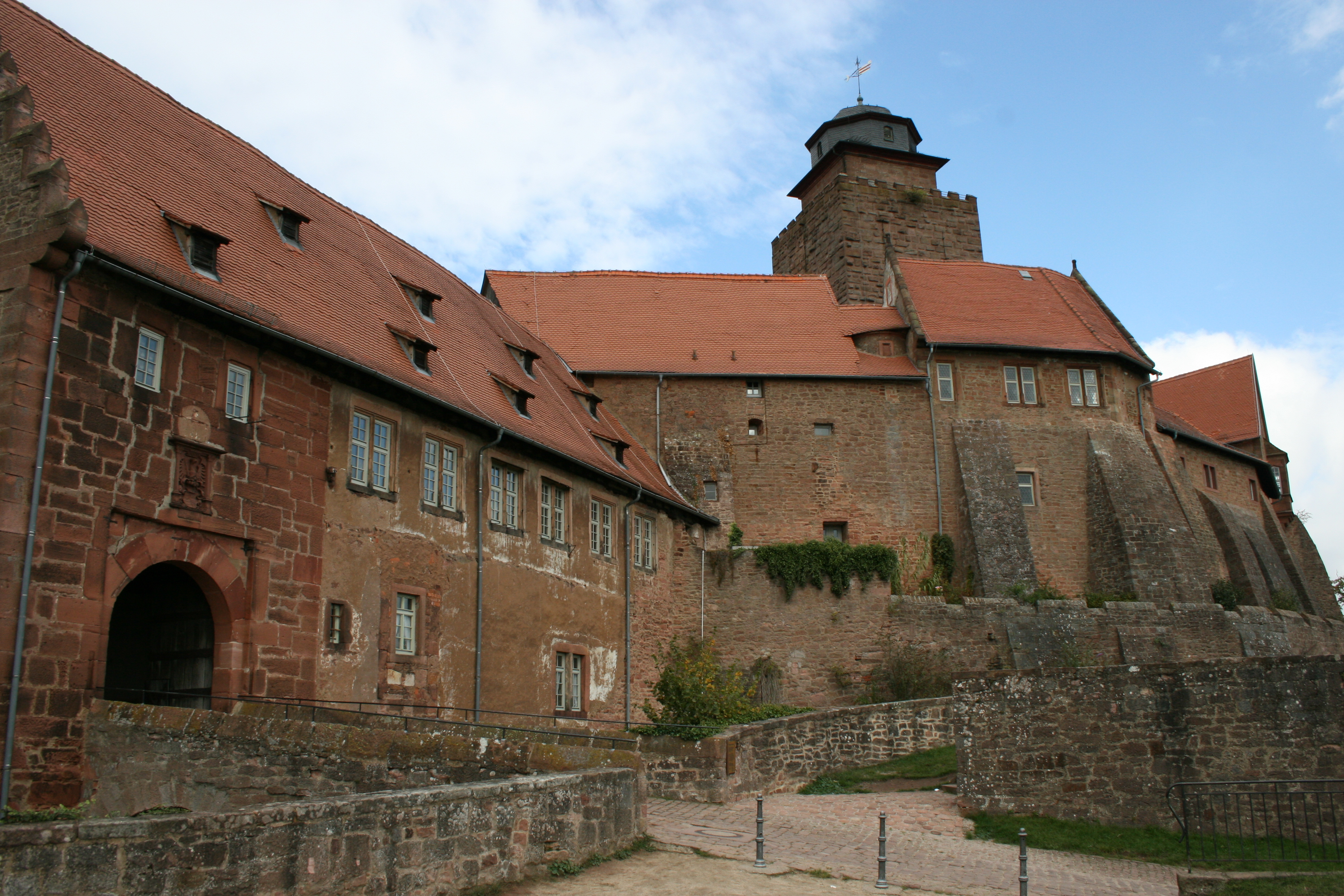
Château Breuberg près de Neustadt.
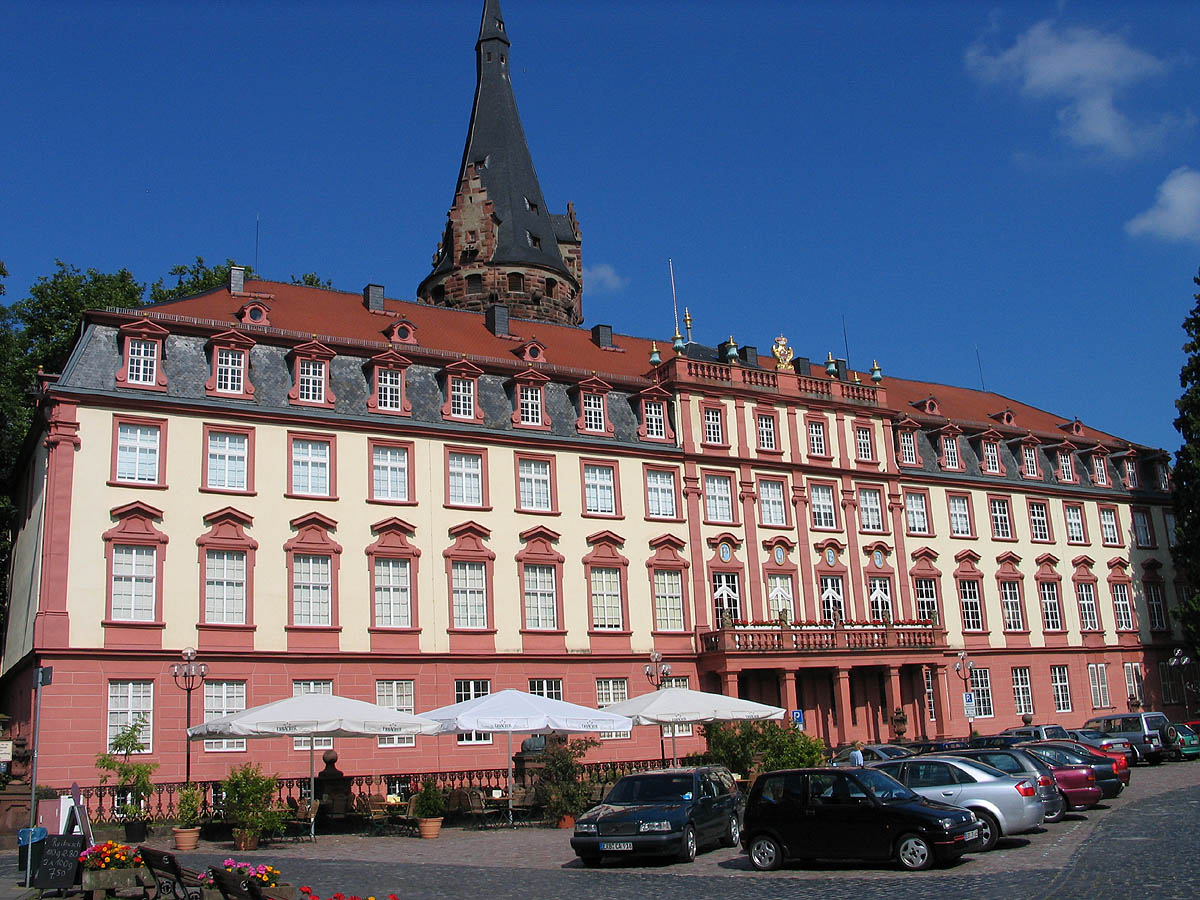
Château de Erbach (Odenwald) à Erbach.
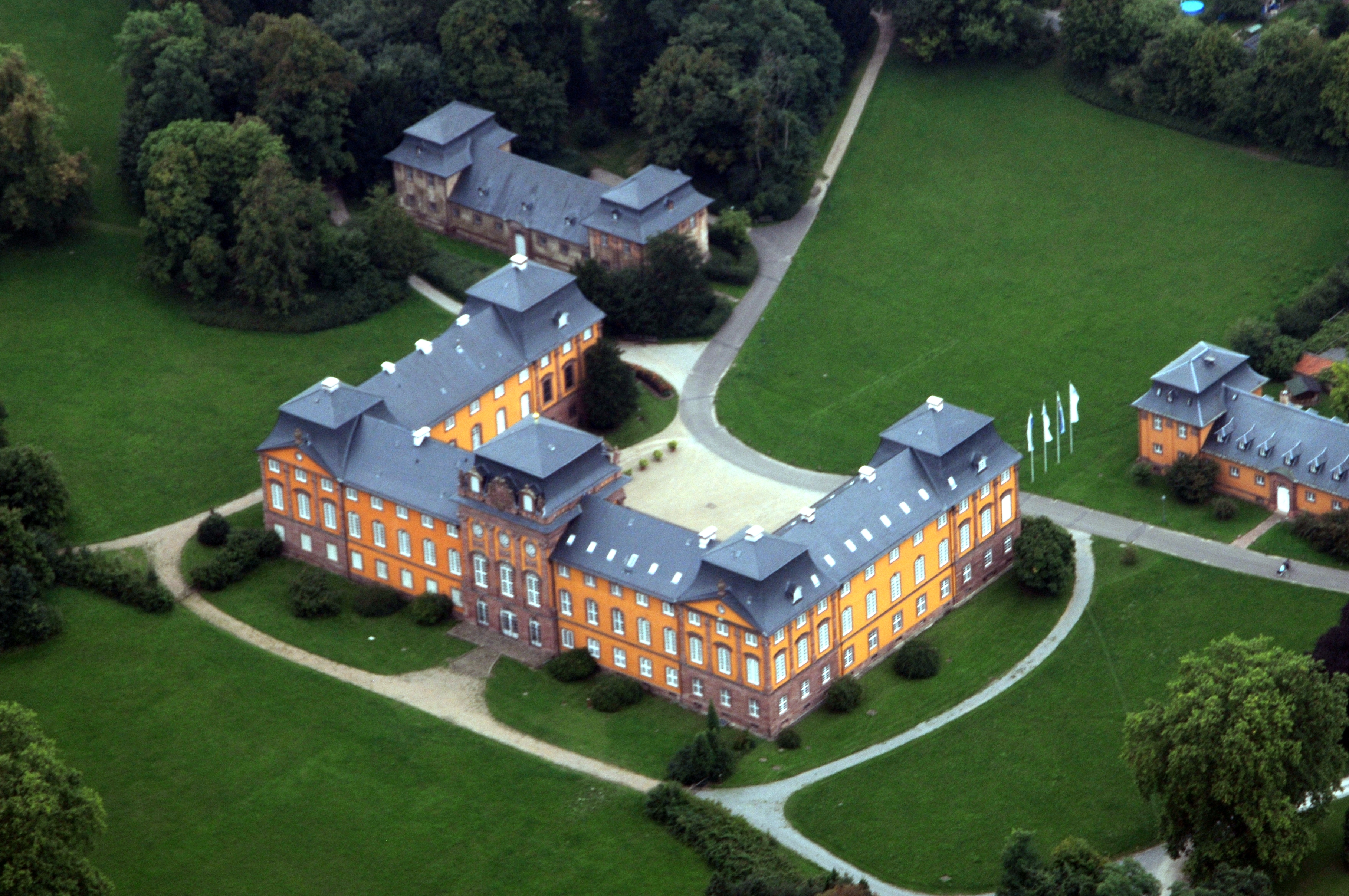
Château de Löwenstein à Kleinheubach.
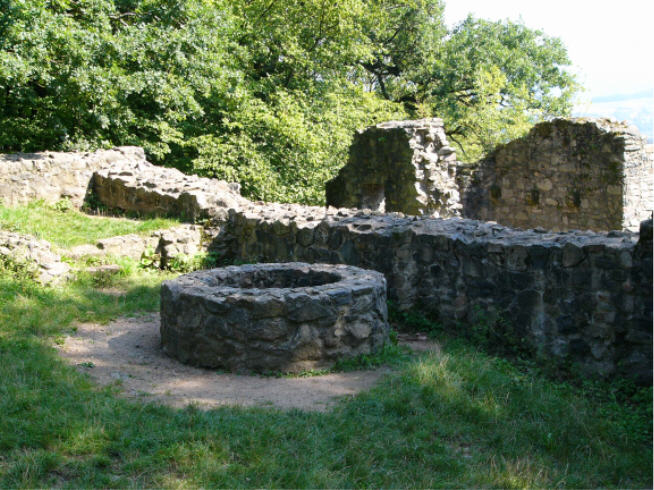
Les ruines du château Rodenstein près de Fränkisch-Crumbach.
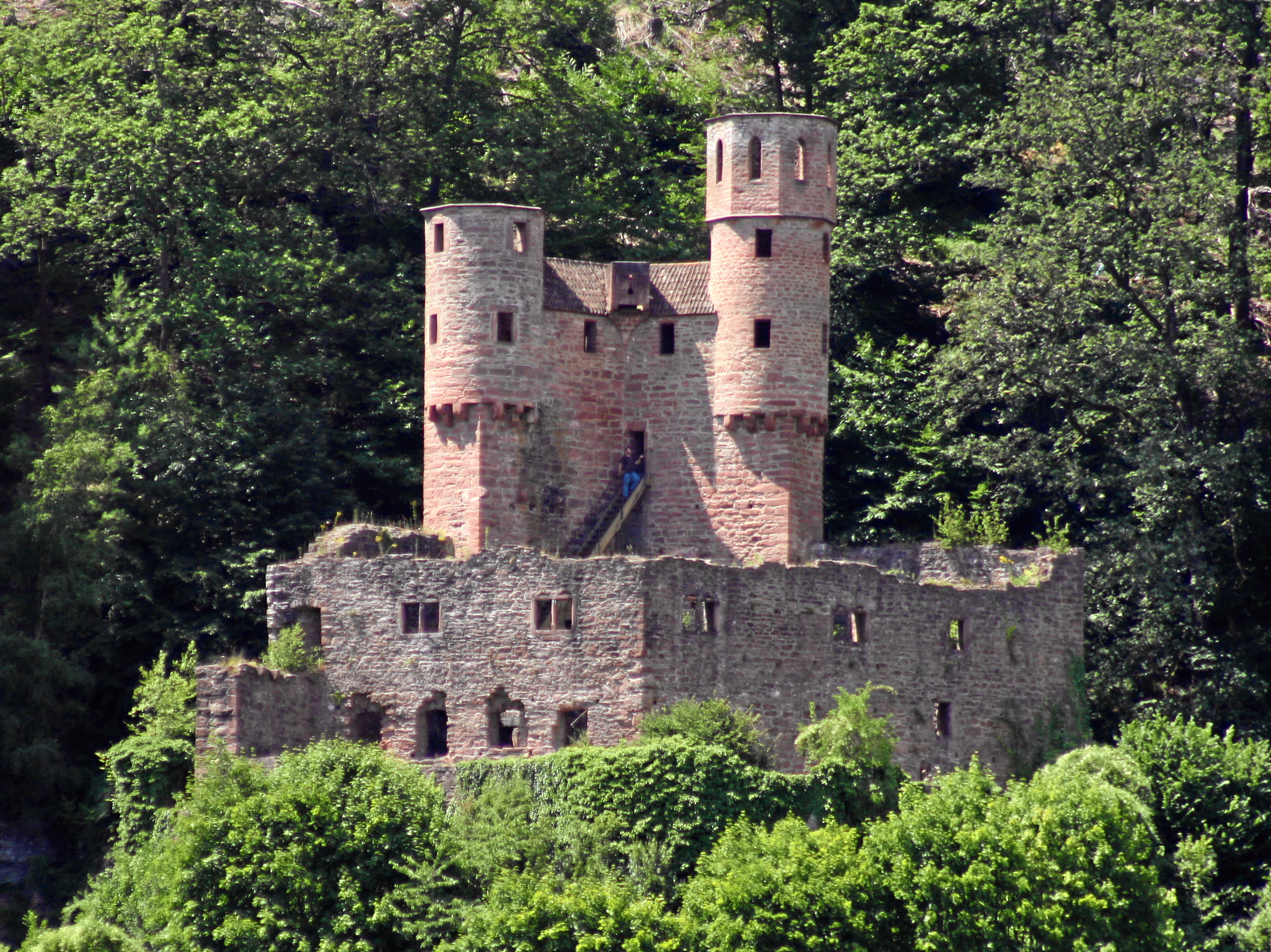
Le Schwalbennest, un des 4 châteaux à Neckarsteinach.
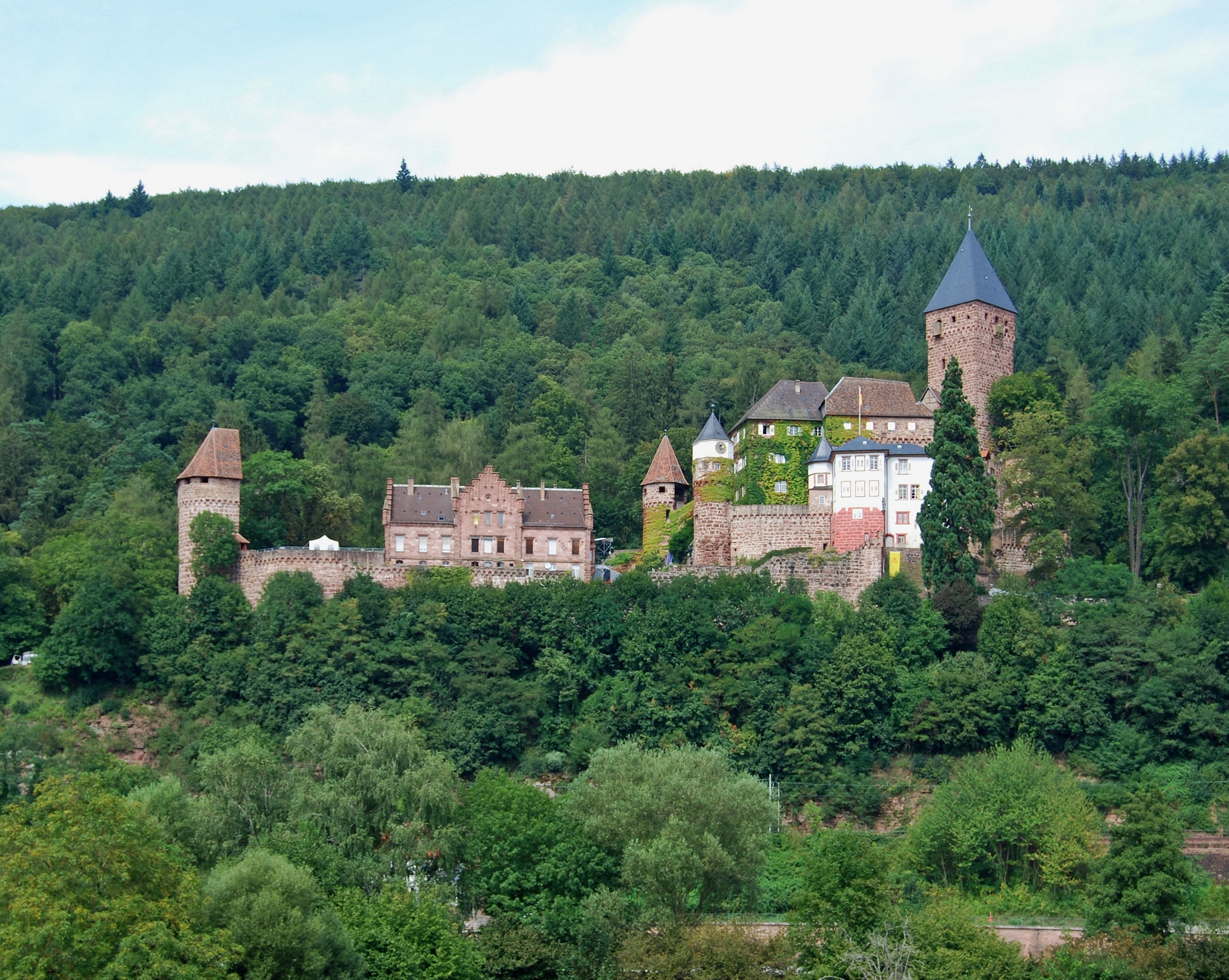
Le château Zwingenberg sur le Neckar.

### Routes
- Bundesstraße (nationale) 38 : Reinheim - Groß-Bieberau - Brensbach - Reichelsheim - Fürth - Mörlenbach - Birkenau - Weinheim
- Bundesstraße (nationale) 45 : Groß-Umstadt - Höchst - Bad König - Michelstadt - Erbach - Beerfelden - Eberbach
- Bundesstraße (nationale) 47 : Bensheim - Lindenfels - Reichelsheim - Michelstadt - Amorbach
- Bundesstraße (nationale) 426 : Darmstadt - Reinheim - Höchst - Obernburg am Main
- Bundesstraße (nationale) 460 : Heppenheim - Fürth - Mossautal - Hüttenthal

## Musique
L'Odenwal a inspiré l'écriture d'un bon nombre de Lied :
- Tief im Odenwald ;
- Wir sind die Odenwälder ;
- Der Bauer aus dem Odenwald ;
- Es steht ein Baum im Odenwald.